# Rode roofwants
De rode roofwants (Rhinocoris iracundus) is een wants uit de familie roofwantsen of Reduviidae. Een andere naam is moordwants, naar de Engelse naam 'assasin-bug'.

## Beschrijving
De soort is eenvoudig te herkennen aan het vrijwel geheel rode lichaam, alleen de vleugels, 'knieën' van de poten, kop en borststuk zijn overwegend zwart. De rand van het achterlijf heeft rondom een rij smalle zwarte strepen, het lichaam is langwerpig van vorm en sterk afgeplat. De kop draagt een lange, gebogen zuigorgaan en de lichaamslengte is 14 tot 18 millimeter. Een gelijkende soort is de geringde roofwants, deze heeft echter meer zwarte kleuren, alleen de poten en achterlijfsranden zijn rondom rood-zwart gevlekt.

## Algemeen
De rode roofwants is een vrij grote, krachtige roofwants die jaagt op allerlei insecten, inclusief grote en weerbare prooien zoals honingbijen. Deze worden met de voorpoten vastgehouden en met de zuigsnuit leeggezogen. Als de wants wordt opgepakt kan met de snuit ook worden gestoken. Vooral bij zonnig en warm weer is de wants erg snel en is zowel op de bodem als op bloemen te vinden op zoek naar prooien. De roofwants overwintert als ei, in de lente komen de nimfen tevoorschijn die al meteen op prooien jagen. Na vijf vervellingen zijn ze volwassen en planten zich voort aan het eind van de zomer.

## Verspreiding
In grote delen van Europa is de wants vrij algemeen, maar vooral in het zuiden en niet in noordwestelijke delen, in Nederland komt de soort niet voor.